# Niederhergheim
Niederhergheim – miejscowość i gmina we Francji, w regionie Grand Est, w departamencie Górny Ren.
Według danych na rok 1990 gminę zamieszkiwały 852 osoby, 68 os./km².